# SC Freiburg
SC Freiburg är en fotbollsklubb i Freiburg im Breisgau, Tyskland, som sedan säsongen 2016/17 spelar i Bundesliga.
Klubben har fått fram landslagsspelare som Jörg Heinrich och Sebastian Kehl och har även blivit känd för att ha spelare från Georgien (Tskitishvili, Iashvili). Tränare är sedan 2011 Christian Streich.  Mellan 1991 och 2007 var den nästintill legendariske Volker Finke Freiburgs tränare.

## Historia
SC Freiburg skapades då SV 04 Freiburg (Freiburger FV 04) och FC Union Freiburg gick samman 1912. Klubbens grundande räknas dock som 1904. 
1978 debuterade Freiburg i 2. Bundesliga.
1993 debuterade Freiburg i Bundesliga.
1995 nådde Freiburg sensationellt en tredjeplats i Bundesliga.
2004-2005 hade man en usel säsong och slutade sist i Bundesliga. Freiburg fick bara ihop 18 poäng och var därmed det sämsta laget sedan man införde trepoängssystemet i Bundesliga. 
Säsongen 2006/07 blir för alltid känd som "Kaoset i Freiburg". Efter en dålig start på säsongen fick Volker Finke sparken efter 16 matchdagar, då SC hotades av nedflyttning till Regionalliga. Dock avsattes inte tränaren direkt, utan fick vara kvar tills säsongen slutade. Efter beskedet om att kontraktet inte skulle förlängas spelade laget 13 matcher utan förlust och missade till sist uppflyttning till "erste Liga" enbart på grund av sämre målskillnad. Styrelsen vägrade dock att låta Finke få förnyat förtroende trots appeller från vissa fangrupperingar. Istället kom den relativt oprövade Robin Dutt från Stuttgarter Kickers.
Med Finke försvann flera av lagets tongivande spelare, inför säsongen 2007/08 försvann totalt 11 spelare, därav flera stamspelare. 12 nyförvärv underströk nystarten i Freiburg.

## Spelare

### Truppen
| 1  | Tyskland      | Benjamin Uphoff | 8 augusti 1993 | Karlsruhe (-20) |
| 21 | Tyskland      | Noah Atubolu    | 25 maj 2002    | SC Freiburg     |
| 26 | Nederländerna | Mark Flekken    | 13 juni 1993   | Duisburg (-18)  |

| 3  | Österrike | Philipp Lienhart    | 11 juli 1996     | Real Madrid (-17)    |
| 4  | Tyskland  | Nico Schlotterbeck  | 1 december 1999  | Karlsruhe (-17)      |
| 5  | Tyskland  | Manuel Gulde        | 12 februari 1991 | Karlsruhe (-16)      |
| 17 | Tyskland  | Lukas Kübler        | 30 augusti 1992  | Sandhausen (-15)     |
| 23 | Tyskland  | Dominique Heintz    | 15 augusti 1993  | Köln (-18)           |
| 24 | Tyskland  | Kimberly Ezekwem    | 19 juni 2001     | Bayern München (-18) |
| 25 | Frankrike | Kiliann Sildillia   | 16 maj 2002      | Metz (-20)           |
| 30 | Tyskland  | Christian Günter    | 28 februari 1993 | SC Freiburg          |
| 31 | Tyskland  | Keven Schlotterbeck | 28 april 1997    | Backnang (-17)       |

| 7  | Frankrike | Jonathan Schmid      | 22 juni 1990      | Augsburg (-19)       |
| 8  | Tyskland  | Maximilian Eggestein | 8 december 1996   | Werder Bremen (-21)  |
| 14 | Tyskland  | Yannik Keitel        | 15 februari 2000  | SC Freiburg          |
| 19 | Tyskland  | Janik Haberer        | 2 april 1994      | Hoffenheim (-16)     |
| 22 | Ungern    | Roland Sallai        | 22 maj 1997       | APOEL (-18)          |
| 27 | Tyskland  | Nicolas Höfler       | 9 mars 1990       | SC Freiburg          |
| 29 | Sydkorea  | Jeong Woo-Yeong      | 20 september 1999 | Bayern München (-19) |
| 32 | Italien   | Vincenzo Grifo       | 7 april 1993      | Hoffenheim (-19)     |
| 33 | Tyskland  | Noah Weisshaupt      | 20 september 2001 | SC Freiburg          |

| 9  | Tyskland                | Lucas Höler       | 10 juli 1994     | Sandhausen (-18)        |
| 11 | Bosnien och Hercegovina | Ermedin Demirovic | 25 mars 1998     | Alavés (-20)            |
| 18 | Tyskland                | Nils Petersen     | 6 december 1988  | Werder Bremen (-15)     |
| 20 | Tyskland                | Kevin Schade      | 27 november 2001 | Energie Cottbus (-18)   |
| 45 | Schweiz                 | Nishan Burkart    | 31 januari 2000  | Manchester United (-19) |

### Utlånade spelare
| Nr | Land     | Pos | Namn                                                 |
| -- | -------- | --- | ---------------------------------------------------- |
|    | Tyskland | MF  | Lino Tempelmann (i Nürnberg till 30 juni 2022)       |
|    | Tyskland | F   | Gian-Luca Itter (i Greuther Fürth till 30 juni 2022) |

| Nr | Land     | Pos | Namn                                     |
| -- | -------- | --- | ---------------------------------------- |
|    | Tyskland | MV  | Niclas Thiede (i Verl till 30 juni 2022) |

### Kända spelare
- Altin Rraklli
- Rodolfo Esteban Cardoso
- Andreas Ibertsberger
- Zlatan Bajramović
- Mohammadou Idrissou
- Rolf-Christel Guié-Mien
- Austin Berry
- Nikola Jurčević
- Michael Lumb
- Alexander Iashvili
- Levan Kobiashvili
- Dennis Aogo
- Martin Braun
- Michael Frontzeck
- Richard Golz
- Jörg Heinrich
- Andreas Hinkel
- Sebastian Kehl
- Ralf Kohl
- Joachim Löw
- Stefan Müller
- Sascha Riether
- Jörg Schmadtke
- Karl-Heinz Schulz
- Martin Spanring
- Uwe Spies
- Axel Sundermann
- Jens Todt
- Uwe Wassmer
- Marco Weißhaupt
- Günther Wienhold
- Tobias Willi
- Andreas Zeyer
- Cha Du-Ri
- Roda Antar
- Youssef Mohamad
- Ferydoon Zandi
- Soumaila Coulibaly
- Boubacar Diarra
- Harry Decheiver
- Papiss Cissé
- Souleyman Sané
- Miran Pavlin
- Alain Sutter
- Zoubeir Baya
- Mehdi Ben Slimane
- Adel Sellimi
- Paul Caligiuri

## Sektioner
- Fotboll
- Tennis